# Источнокарипска берза хартија од вредности
Источнокарипска берза хартија (енгл. ECSE) је прва регионална берза хартија од вредности на тржишту у западној хемисфери и регионална берза, коју је основала Источнокарипска Централна банка да служи трговини осам територија: Ангвили, Антигви и Барбуди, Доминики, Гренади, Монтсерату, Сент Китс и Невису, Светој Луцији, и Сент Винсент и Гренадинију. Седиште се налази у граду Бастер, на острву Сент Китс.